# Paisie de la Hilandar
Sfântul Paisie de la Hilandar sau Paisii Hilendarski (în bulgară Свети Паисий Хилендарски, transliterat: Sveti Paisii Hilendarski; n. 1722 – d. cca. 1773) a fost un cleric bulgar și o figură-cheie a Renașterii Naționale Bulgare. El este cel mai cunoscut în calitate de autor al scrierii Istoria slavo-bulgară, a doua lucrare de istorie modernă bulgară, după lucrarea franciscanului Petru Bogdan din 1667, Istoria Bulgariei. Cei mai mulți bulgari sunt învățați că el a fost strămoșul Renașterii Naționale Bulgare.

## Viața și opera sa
Paisie s-a născut în eparhia de Samokov, probabil în orașul Bansko. El s-a stabilit la Mănăstirea Hilandar de la Muntele Athos în 1745, unde a fost mai târziu ieromonah și locțiitor de stareț. După ce a strâns materiale timp de doi ani printr-o muncă asiduă și chiar prin vizitarea țărilor populate de germani, el a terminat Istoria slavo-bulgară în 1762 la Mănăstirea Zografu. Cartea sa a fost prima încercare de a scrie o istorie completă a Bulgariei și a încercat să trezească și să întărească conștiința națională bulgară.
Cea mai faimoasă parte a întregii cărți o reprezintă ideile și îndemnurile patriotice înflăcărate ale lui Paisie adresate cititorilor:

„Luați aminte, voi, cititori și ascultători ai neamului bulgăresc care iubiți și purtați în suflet virtuțile propriului vostru neam și frumusețea pământului natal și care doriți să înțelegeți și să luați cunoștință de neamul vostru bulgăresc, de tații, strămoșii și împărații voștri, de patriarhii și martirii voștri, cum au trăit ei mai înainte. E necesar și folositor ca voi să știți cât mai multe despre faptele părinților voștri, așa cum știu toate celelalte seminții și popoare despre neamul și limba lor, despre faptul că ele au o istorie, iar orice știutor de carte are un orizont de cunoștințe, relatează și se mândrește cu neamul și limba lui. Unii însă nu vor să știe nimic despre neamul lor bulgăresc și nu se sfiesc să apeleze la alte obiceiuri ca și la o altă limbă; ei nu au cum să se bucure de propria lor limbă maternă, dar învață să scrie și să vorbească în grecește, și se rușinează că se numesc bulgari.
 O, voi cei nesocotiți și bogătani! Pentru ce vă rușinați că vă numiți bulgari și nu scrieți și nu vorbiți în limba voastră? Sau bulgarii nu au avut o formă de guvernământ și de stat?”
Acest lucru semnifică mai mult sau mai puțin intențiile autorului care vorbește despre pericolul bulgarilor de a cădea victime elenizării politice realizate de clerul majoritar grec. Aceste sentimente antigrecești prezentate în scrierea lui Paisie îi caracterizează pe greci ca un fel de dușmani naționali ai bulgarilor. Paisie îi îndeamnă pe cititori să cunoască și să slăvească trecutul istoric al Bulgariei, să rupă legăturile cu Biserica Grecească și să se elibereze de jugul turcesc.
Prima copie manuală a cărții a fost realizată de Sofronie de Vrața în 1765. Structural, Istoriya Slavyanobolgarskaya este formată din două introduceri, mai multe capitole care analizează diferite evenimente istorice, un capitol despre „profesorii slavi”, ucenicii sfinților Chiril și Metodiu, un capitol despre sfinți bulgari și un epilog. În timpul călătoriei sale în Bulgaria în calitate de călugăr cerșetor, el a adus scrierea sa, care a fost copiată și răspândită în rândul bulgarilor. Se crede că ar fi murit pe drumul spre Muntele Athos, în apropiere de Ampelino (actualul oraș Asenovgrad).

## Onoruri
Vârful Paisiy de pe insula Livingston din arhipelagul South Shetland (Antarctida) este numit după Paisie de la Hilandar.
Sfântul este reprezentat pe aversul bancnotei bulgare de 2 leva, emisă în 1999 și 2005.